# トマス・タリスの主題による幻想曲
《トマス・タリスの主題による幻想曲》（英語: Fantasia on a Theme of Thomas Tallisもしくは《タリス幻想曲》（英語: Tallis Fantasia）は、レイフ・ヴォーン・ウィリアムズがスリー・クワイアーズ・フェスティヴァルに出品するため1910年に作曲した作品であり、作曲者の最初の出世作である。1910年9月6日にグロースター大聖堂において作曲者自身の指揮と、ロンドン交響楽団員の演奏により初演された。後に1913年と1919年に2度にわたって改訂された。全曲の演奏に16分程度を要する。
本作品で用いられている楽器編成は、3群に分けられた弦楽合奏である。即ち、典型的な弦楽オーケストラから成る第1アンサンブル、1パートにつき譜面台1台（つまり2人）ずつの小編成による第2アンサンブル（第1アンサンブルから離れた空間に置くのが望ましいとされている）、それと弦楽四重奏である。印象的なのは、ヴォーン・ウィリアムズが弦楽合奏のこのような空間配置を採ってオルガンに似た響きの印象を作り出していることであり、それによって弦楽四重奏に（オルガンの）スウェルボックスの役割をさせている。本作を鑑賞すれば、必ずや教会内部の音響効果を想像することになる。
本作は、楽曲構造においてエリザベス朝の「ファンシー」または「ファンタジー」に似せられている。「タリスの主題」は、全曲を通して3度にわたって聞こえるが、楽曲の大部分は主題の構成素となる断片ないしはモチーフを基礎としており、従ってそれらに変奏も依拠している。楽曲が3分の1ほど進むと、主題に基づく副次的な旋律が最初ヴィオラ独奏で現れる。この副次主題が、最後の5分間におけるクライマックスを形作るのである。
トマス・タリスのフリギア旋法による原曲は、イングランド国教会の初代カンタベリー大主教マシュー・パーカーのために捧げられた、1567年の9曲の詩篇のうちの第3曲『何ゆえ異邦人たちは騒ぎたち』である。ヴォーン・ウィリアムズは1906年に『イングランドの賛美歌 English Hymnal 』を校訂した際、その詩篇を第92曲として取り上げた。タリスの原曲には以下のような英詩が付けられていた。
"Why fum'th in fight the Gentiles spite, in fury raging stout ?
Why tak'th in hand the people fond, vain things to bring about ?
The Kings arise, the Lords devise, in counsels met thereto,
against the Lord with false accord, against His Christ they go." 
《タリス幻想曲》は、ラッセル・クロウ主演映画『マスター・アンド・コマンダー』（2003年）や、2004年の映画『パッション』に使われている。「ニューヨーカー」誌の批評家アレックス・ロスは自身のブログにおいて、映画『トロイ』の愛のテーマの音楽が《タリス幻想曲》に類似していると指摘している。